# Malaxideae
Malaxideae és una tribu de la subfamília Epidendroideae que forma part de la família Orchidaceae.

## Descripció
Inclou nombroses espècies d'orquídies epífites, litofítiques i terrestres, majoritàriament equipades amb pseudobulbs (absent en algunes espècies), amb flors que porten de dos a quatre pol·línies, amb retinacle nu.

## Distribució i hàbitat
Les espècies d'aquesta subtribu es distribueixen predominantment a la zona tropical d'Àsia i Australàsia (insulíndia, Filipines, Nova Guinea, Austràlia, Nova Caledònia, illes del Pacífic sud-occidental i Nova Zelanda).

## Taxonomia
En la seva revisió de 2015 de la taxonomia d'Orchidaceae, Chase i els seus col·legues van dividir la tribu en dues subtribus, Malaxidinae i Dendrobiinae. Aquest últim és tractat com una tribu per alguns autors.
Les subtribus incloïen els següents gèneres:
- Subtribu Malaxidinae
  - Alatiliparis Marg. & Szlach.
  - Crepidium Blume
  - Crossoglossa Dressler & Dodson
  - Crossoliparis Marg.
  - Dienia Lindl.
  - Hammarbya Kuntze
  - Hippeophyllum Schltr.
  - Liparis Rich.
  - Malaxis Sol. ex Sw.
  - Oberonia Lindl.
  - Oberonioides Szlach.
  - Orestias Ridl.
  - Stichorkis Thouars
  - Tamayorkis Szlach.

- Subtribu Dendrobiinae
  - Dendrobium Sw.
  - Bulbophyllum Thouars

Risleya estava inclosa anteriorment, però ara es col·loca a la tribu Collabieae.